# آبه‌نوئوچی نو مارو
آبه‌نوئوچی نو مارو (به ژاپنی: 阿倍内 麻呂 あべのうち の まろ) مرگ در سال ۶۴۹ میلادی، وزیر چپ یا سادایجین، یک مقام دولتی در ژاپن در اواخر دوره آسوکا بود.